# インゴスストラフ
インゴスストラフ（ロシア語: Ингосстрах、英語：Ingosstrakh）はロシア外国保険会社とも呼ばれていて、ロシアの主要な保険会社のひとつである。ロシア語名称は「外国国有保険」の意味で、企業向け業務、貿易および外国関係の業務が主体である。
インゴスストラフはソ連時代の1947年に政府部署として始まり、1972年に株式会社化され、1992年には私企業となった。また、多くの外国の保険会社のロシアでの事業の業務提携先にもなっている。  